# Le Libre Arbitre
Pour plus de détails, voir Fiche technique et Distribution.
Le Libre Arbitre (Der freie Wille) est un film allemand réalisé par Matthias Glasner en 2006.
Le film a fait sa première mondiale à la Berlinale de 2006 et est sorti en France en VOST puis a été diffusé en 2007 en version française.

## Synopsis
Théo est confronté à une effroyable tragédie. Violeur récidiviste, il est conscient que ses pulsions criminelles peuvent le trahir à tout moment. Incarcéré et soigné en psychiatrie, il a été relâché pour bonne conduite après 9 ans de détention. Un éducateur l'aide à se réinsérer et à réprimer ses démons intérieurs.  Sa peur des femmes, indissociable de son désir insatisfait, fait de son quotidien un véritable enfer. Il finit par rencontrer Nettie, jeune femme qui a décidé de s'éloigner de son père dont l'emprise était difficile à supporter. Un voyage commence qui les confrontera à leur libre arbitre...

## Fiche technique
- Titre original : Der freie Wille
- Titre français : Le Libre Arbitre
- Réalisation : Matthias Glasner
- Scénario : Matthias Glasner, Jürgen Vogel, Judith Angerbauer
- Production : Christian Granderath, Frank Dohmann, Matthias Glasner, Jürgen Vogel
- Montage : Matthias Glasner
- Durée : 163 minutes
- Pays d'origine :  Allemagne
- Visa d'exploitation en France : Interdit aux moins de 16 ans

## Distribution
- Jürgen Vogel (VF : Maurice Decoster) : Théo
- Sabine Timoteo : Nettie
- André Hennicke : Sascha
- Manfred Zapatka : Klaus Engelbrecht, le père de Nettie.
- Judith Engel : Anja Schattschneider

## Accueil

### Critiques
Allociné lui donne une moyenne de 3,6/5 sur base de 15 critiques presses françaises.

### Distinctions
Festival international du film de Berlin  (ou Berlinale) :
- Ours d'Argent 2006 Jürgen Vogel pour sa performance artistique exceptionnelle globale en tant qu'acteur, coscénariste et producteur.
- Prix "Gilde der deutschen Filmkunsttheater" du meilleur réalisateur à Matthias Glasner.

 Autre :
- Festival du film de TriBeCa 2006: Jürgen Vogel, prix du meilleur acteur.
- Grand Prix et Prix de l'Office Franco Allemand pour la jeunesse (OFAJ) au festival du cinéma allemand de Paris 2006.